# Mi sistema

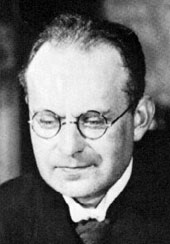
Fotografía del autor, Aron Nimzowitsch.

Mi Sistema (del alemán: Mein System) es un libro de teoría del ajedrez escrito por Aron Nimzowitsch. Originalmente de una serie de cinco dípticos de 1925 a 1927, el libro —una de las primeras obras sobre el hipermodernismo— introdujo muchos nuevos conceptos a los seguidores de la escuela moderna de pensamiento. Es generalmente considerado como uno de los libros de ajedrez más importantes de todos los tiempos. Muchos jugadores se han inspirado en este libro, entre ellos el excampeón del Mundo Tigran Petrosian.

## Contenido
El libro, en su edición en inglés, está dividido en tres partes: Elementos, juego Posicional y partidas ilustrativas. En la versión en español del libro, las partidas ilustrativas están incluidas dentro de las secciones de Elementos y de Juego de Posición (o Juego Posicional).

### Los Elementos
En Elementos(en alemán: Die Elemente), Aron Nimzowitsch escribe acerca de las bases de su "Sistema". El autor se refiere a los siguientes, como los Elementos de la estrategia en ajedrez:
1. El centro
2. El juego en las columnas abiertas
3. Juego en la séptima y octava fila
4. Peones pasados
5. La Clavada
6. Jaques al descubierto
7. Cambios de piezas
8. Cadenas de peones

### Juego Posicional
En la segunda parte del libro, juego Posicional (en alemán: Das Positionsspiel), está basada en los elementos enseñados en la primera parte de este. En esta sección, Nimzowitsch enseña a jugar con el objetivo de obtener ventaja Posicional. En particular, el autor argumenta que el Centro puede ser efectivamente controlado por piezas; en vez de peones, como se enseñaba en las épocas de Tarrasch. Este concepto, no ampliamente aceptado, es uno de los fundamentos del ajedrez Hipermoderno.

### Partidas ilustrativas
En esta parte final, se muestra partidas ilustrativas y contiene cincuenta partidas anotadas, la mayoría del propio Nimzowitsch. En estas partidas se hace referencia a lo enseñado en las secciones anteriores del libro.